# Tobi Vail
 (janvier 2008).
Si vous disposez d'ouvrages ou d'articles de référence ou si vous connaissez des sites web de qualité traitant du thème abordé ici, merci de compléter l'article en donnant les références utiles à sa vérifiabilité et en les liant à la section « Notes et références ».
Tobi Vail, née le 20 juillet 1969 est une musicienne, fondatrice de fanzine, critique rock et théoricienne féministe née à Olympia (État de Washington, États-Unis).
Elle a officié dans The Go Team, avec Calvin Johnson, de 1985 à 1989, groupe avec lequel elle sortira 9 singles sur le label indépendant K Records. Billy Karren fut musicien intérimaire dans The Go Team et c'est de cette expérience qu'est parti la longue collaboration entre lui et Tobi Vail. Les autres musiciens étant apparus dans l'aventure étaient Kurt Cobain (avec lequel Tobi Vail eu une courte relation pendant 3 mois ), Rich Jenson, David Nichols et Donna Dresch.
Tobi Vail joua également dans le groupe féminin Doris entre 1986 et 1988, le groupe tourna dans le nord-ouest des États-Unis mais ne parvint jamais à sortir de disque.
À la séparation de The Go Team, Tobi Vail prit part à de multiples projets musicaux tels que Some Velvet Sidewalk et Earth.
Tobi Vail reste néanmoins plus connue pour son rôle important de batteuse/chanteuse du groupe Bikini Kill (1990-1997), un des plus marquants instigateurs du mouvement punk rock féministe. Avec ses trois autres membres : Kathleen Hanna, Kathi Wilcox et Billy Karren, Bikini Kill fut très vite soutenu par la critique indépendante du monde entier. Avec Bratmobile, le groupe est crédité pour le rôle moteur qu'il a joué dans l'émergence du mouvement riot grrrl. Ce mouvement, émergeant de la culture Do it yourself (DIY) et y introduisant la thématique du féminisme, encouragea les filles à créer leur propre groupe, à participer à la création d'une culture ainsi qu'a leur propres médias et productions. Le groupe réalisa plusieurs albums tous devenus des classiques et disponible sur le label Kill Rock Stars. Adepte de longues tournées et infatigable, Bikini Kill contribua grandement a la popularité du mouvement riot grrrl. Du bouillonnement de cette époque fut tiré le film It Changed My Life: Bikini Kill In The U.K., réalisé en Angleterre par Lucy Thane (en) ainsi que dans d'autres productions retraçant la vitalité de la scène gravitant autour du groupe. Tobi Vail et Kathleen Hannah créèrent les fanzines Bikini Kill et Riot Grrrl ; ces publications peuvent être considérées comme les premiers manifestes du mouvement Riot Grrrl. Le fanzine Jigsaw fut ensuite créé par Tobi Vail et fut un des premiers fanzines du Nord Ouest des États-Unis à introduire les questions de genre dans la scène punk rock et il tiendra un rôle majeur dans l'émergence du mouvement Revolution Girl Style Now.
En 1992, Tobi Vail créa The Frumpies avec Kathi Wilcox, Billy Karren et Molly Neuman. Le groupe produira plusieurs singles que l'on peut retrouver réunis sur Frumpie One Piece, une fois de plus sortis sur le label Kill Rock Stars. Toujours extrêmement active, Tobi Vail apparaitra dans une multitude de groupes pendant les années 1990 : Severed Lethargy, Spray Painted Love, Listen To The Elephants et The Feebles. On la retrouve également sur les disques de Mary Lou Lord, Phranc, Nation of Ulysses et Bangs.
En 1994, Tobi Vail poursuit son activisme en créant le label Bumpidee. Cette toute petite structure permettra néanmoins aux groupes Worst Case Scenario, The Corrections, The Bonnot Gang et The Slatternlies de sortir leurs premières chansons. Distribués sur cassettes, ces morceaux étaient tous joints d'une lettre contextualisant chacun d'entre eux.
Depuis la séparation de Bikini Kill en 1997, Tobi Vail joua à nouveau dans différents groupes comme Up All Nighters, Frenchie And The German Girls, Gene Defcon ainsi que Davies vs. Dresch. Spider And The Webs et Panic In The Square sont ses derniers projets en date.
Tobi Vail est membre fondatrice de l'initiative Bands Against Bush insistant sur la nécessité d'un débat civique et démocratique afin d'empêcher la réélection de George W. Bush à la présidence des États-Unis et incitant les jeunes à aller voter. Elle fut également une des initiatrices des Ladyfest : des festivals regroupant des artistes rocks féministes et lesbiennes et dont l'organisation dépassa rapidement les frontières des États-Unis.
Elle fut un temps la petite amie de Kurt Cobain.
Ses plus récentes publications sont : Spider Magic, Feminist Against Bush et Pogo For Peace.

## Sources
- Kurt Cobain, 25 ans déjà, documentaire diffusé sur Classic 21 le mardi 10 avril 2019 dans Lunch Around the Clock